# 狮山堂
狮山堂是江苏省苏州市的一座大型新教教堂，和1949年以后新建的第一座教堂。
2005年以前，基督教在苏州市区有3座开放教堂，均是西方差会遗留的老教堂（养育巷使徒堂、宫巷乐群社会堂、十梓街圣约翰堂），容量有限。因此苏州市基督教两会在西部高新区玉山路苏州乐园水上世界的西邻，投资1900万元，新建一座带钟楼的哥特式教堂，可容纳1000人进行礼拜。2007年7月21日举行献堂仪式。